# Tillandsia kirschnekii
Tillandsia kirschnekii är en gräsväxtart som beskrevs av Werner Rauh. Tillandsia kirschnekii ingår i släktet Tillandsia och familjen Bromeliaceae. Inga underarter finns listade i Catalogue of Life.